# Бах, Бьёрн
Бьёрн Бах (нем. Björn Bach; 21 июня 1976, Магдебург, Германия) — немецкий гребец-байдарочник, выступал за сборную Германии во второй половине 1990-х — первой половине 2000-х годов. Серебряный призёр летних Олимпийских игр в Сиднее и Афинах, шесть раз чемпион мира, дважды чемпион Европы, многократный победитель и призёр первенств национального значения.

## Биография
Бьёрн Бах родился 21 июня 1976 года в Магдебурге, федеральная земля Саксония-Анхальт. Активно заниматься греблей на байдарке начал в возрасте тринадцати лет, проходил подготовку в местном магдебургском спортивном клубе под руководством тренера Гюнтера Белинга.
Первого серьёзного успеха на взрослом международном уровне добился в сезоне 1997 года, когда попал в основной состав немецкой национальной сборной и побывал на чемпионате мира в канадском Дартмуте, откуда привёз сразу три награды разного достоинства: в четвёрках выиграл бронзу на двухстах метрах, серебро на пятистах и золото на тысяче. Год спустя на мировом первенстве в венгерском Сегеде сделал золотой дубль, одержал победу сразу на двух дистанциях байдарок-четвёрок — на 500 и 1000 м. Ещё через год на аналогичных соревнованиях в Милане защитил чемпионское звание в четвёрках на пятистах метрах, однако на тысяче вынужден был довольствоваться серебром, в решающем заезде проиграл команде Венгрии.
В 2000 году Бах дебютировал в зачёте европейских первенств, на турнире в польской Познани добыл две золотые медали в заездах на километр и полкилометра. Будучи одним из лидеров немецкой национальной сборной, успешно прошёл квалификацию на летние Олимпийские игры в Сиднее, где в составе экипажа Яна Шефера, Марка Цабеля и Штефана Ульма в километровой программе четвёрок стал серебряным призёром — в финале их вновь опередили венгры.
На чемпионате Европы 2001 года в Милане в четвёрках на тысяче метров Бах взял серебро, а позже в той же дисциплине завоевал золото на чемпионате мира в Познани. В следующем сезоне получил серебряную медаль на мировом первенстве в испанской Севилье, в четвёрках на дистанции 1000 метров обогнал все экипажи кроме сборной Словакии. Затем на чемпионате мира 2003 года в американском Гейнсвилле показал в той же дисциплине третий результат, первыми и вторыми были Словакия и Венгрия соответственно. По окончании олимпийского цикла отправился на Олимпийские игры 2004 года в Афины, где в четвёрках при участии Андреаса Иле, Марка Цабеля и Штефана Ульма добавил в послужной список ещё одну серебряную медаль километровой дистанции.
После афинской Олимпиады Бах ещё в течение нескольких лет оставался в основном составе сборной Германии и продолжал принимать участие в крупнейших международных регатах. Так, в 2005 году на чемпионате мира в хорватском Загребе в четвёрках он выиграл серебряную медаль на двухстах метрах и золотую на тысяче, став таким образом шестикратным чемпионом мира. Последний раз показал значимый результат в 2006 году на чемпионате Европы в чешском Рачице, когда получил бронзу в километровом зачёте четвёрок. Также в этом сезоне участвовал в первенстве мира в Сегеде, но ни в одной из дисциплин не смог попасть в число призёров, в результате чего вскоре принял решение завершить карьеру профессионального спортсмена, уступив место в сборной молодым немецким гребцам.